# Botschaft der Schweiz (Bonn)

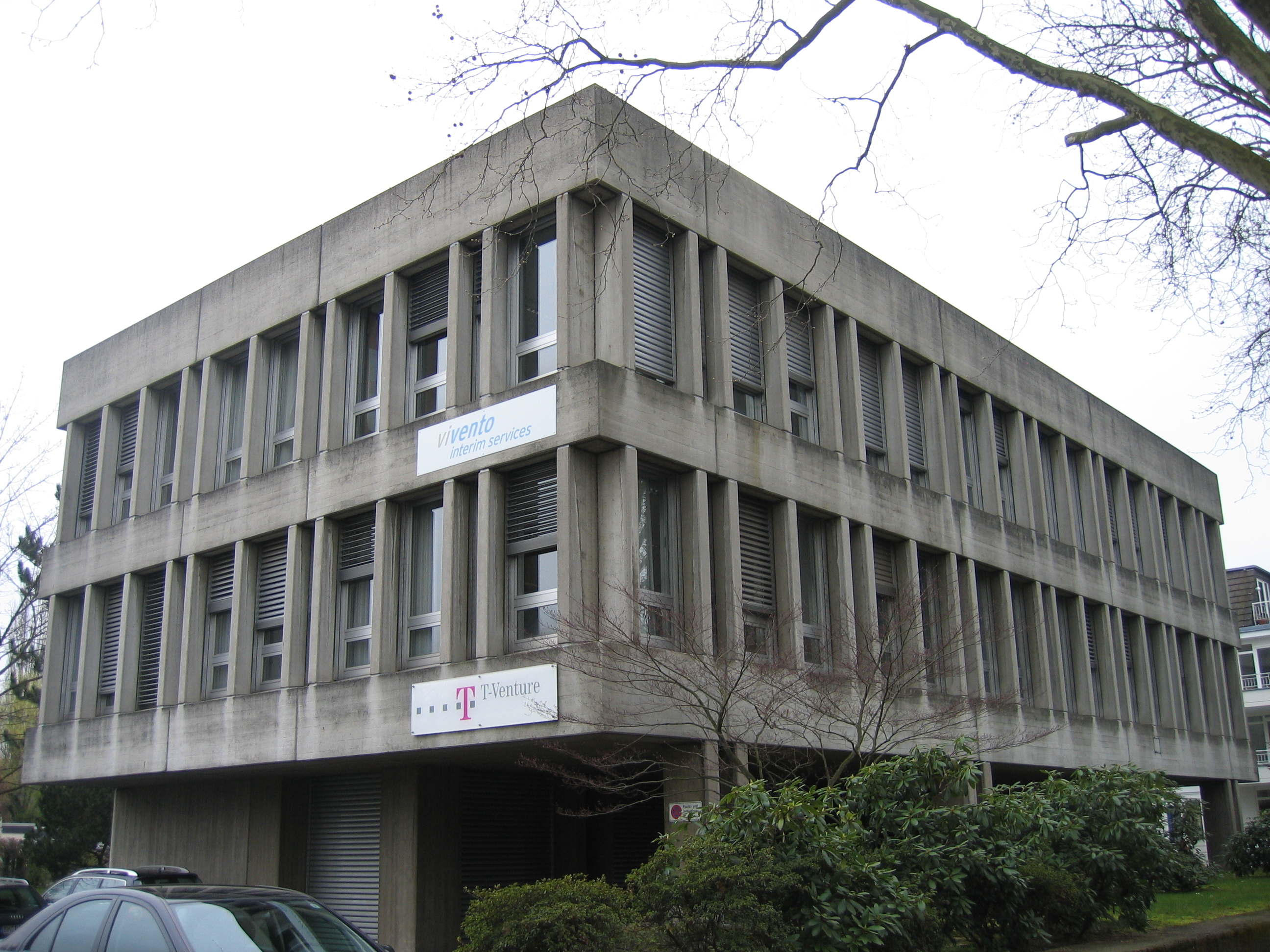
Ehemaliges Kanzleigebäude der Schweizer Botschaft (2008)

Die Botschaft der Schweiz in der Bundesrepublik Deutschland hatte von 1977 bis 1999 ihren Sitz im Bonner Stadtbezirk Bad Godesberg. Das ehemalige Kanzleigebäude der Botschaft, erbaut 1976/77, liegt im Nordwesten des Ortsteils Plittersdorf an der Gotenstraße (Hausnummer 156) nahe der Bundesstraße 9.
Im Sommer 1999 zog die schweizerische Botschaft mit der Verlegung des Regierungssitzes nach Berlin um (→ Schweizerische Botschaft in Berlin). Die vormaligen Botschaftsgebäude wurde verkauf. Das ehemalige Kanzleigebäude der Botschaft ist heute Standort von Vivento und T-Venture, beides Tochtergesellschaften der Deutschen Telekom.

## Geschichte

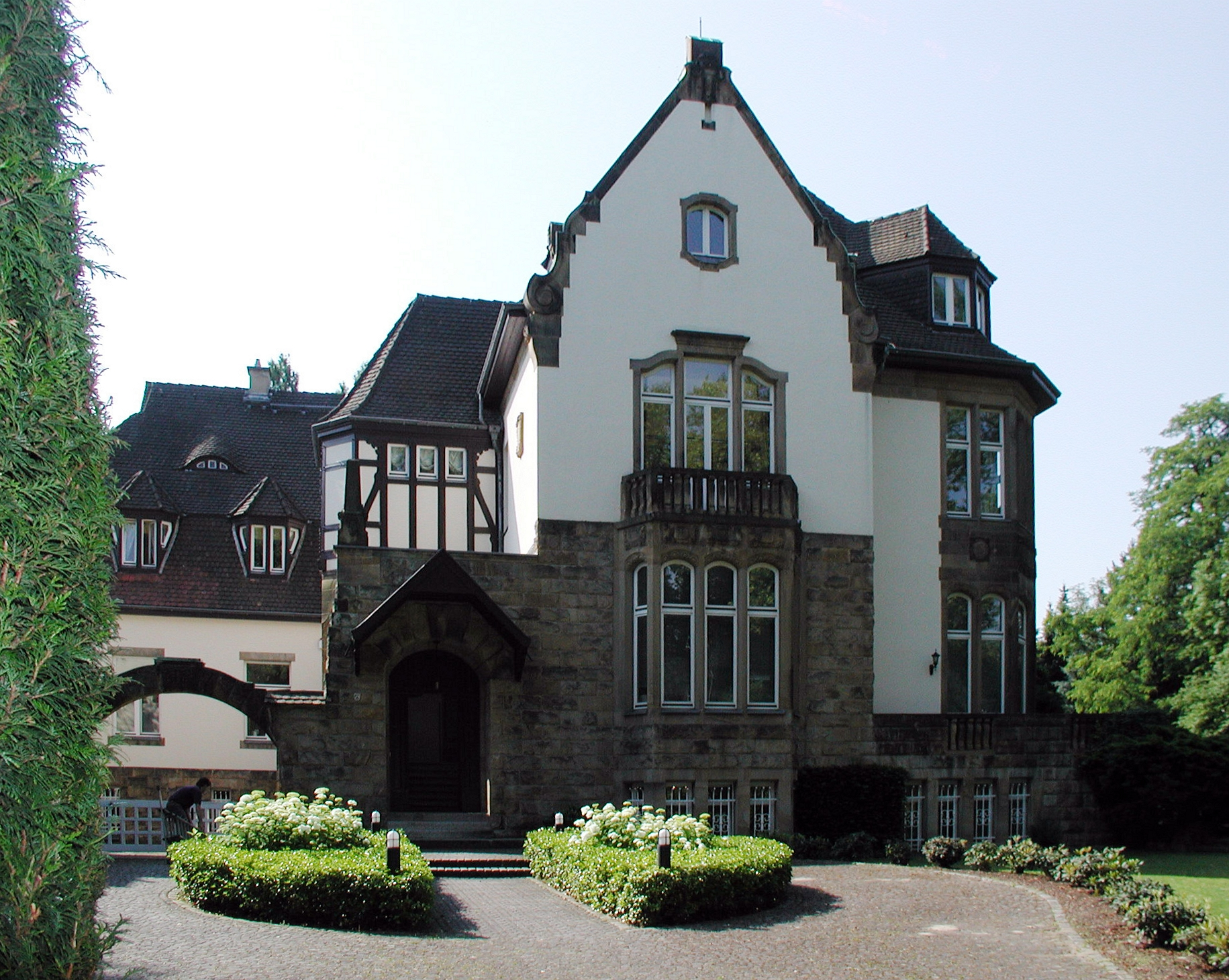
Villa Bayenthalgürtel 15 in Köln-Marienburg, bis 1977 Sitz der Botschaftskanzlei (2008)

Die Schweiz gehörte zu den elf Staaten, die bereits seit dem 15. Dezember 1949 mit einer diplomatischen Mission für die Bundesrepublik Deutschland bei der Alliierten Hohen Kommission am Regierungssitz Bonn akkreditiert waren. Die Kanzlei der Mission befand sich zunächst in der bis dahin von dem schweizerischen Generalkonsulat genutzten Villa Goethestraße 66 im Kölner Stadtteil Marienburg (danach Residenz), anschließend (spätestens ab 1952) in der Villa Bayenthalgürtel 15 (ebenfalls Marienburg). Ab 1951 hatte die Mission den Status einer Gesandtschaft, ab 1957 den einer Botschaft. 1967 wurde die Konsularabteilung der Botschaft aufgehoben.
Als sich der schweizerische Bundesrat auf eine längere Anwesenheit am Regierungssitz Bonn einzustellen begann, plante er ab 1963 einen Neubau der Botschaft im Bonner Stadtbezirk Bad Godesberg, dem räumlichen Schwerpunkt der diplomatischen Vertretungen. 1964 erwarb die Schweiz dort ein knapp 9.000 m² großes Grundstück in Rheinnähe, auf dem zunächst sowohl die Errichtung der Botschaftskanzlei als auch der Residenz vorgesehen war. Aus finanziellen Gründen wurde die Umsetzung des Projektes verschoben. Aufgrund der weiteren städtebaulichen Entwicklung entschied sich der Bundesrat schließlich, nach Alternativstandorten in Bad Godesberg Ausschau zu halten – nunmehr bei einer räumlichen Trennung von Kanzlei und Residenz. Ende 1970 verkaufte die Schweiz daher das bisherige Grundstück und erwarb im Ortsteil Schweinheim (Axenfeldstraße) ein etwa 6.900 m² umfassendes Grundstück für den Bau der neuen Residenz sowie Anfang 1971 ein Grundstück im Ortsteil Plittersdorf (Gotenstraße) für den Bau der neuen Kanzlei. Während die Umsetzung des Neubaus der Residenz aus finanziellen Gründen zurückgestellt wurde (das Grundstück wurde im Herbst 1997 wieder verkauft), begannen 1974 konkrete Planungen für den Neubau der Botschaftskanzlei, deren Kosten mit 7,3 Millionen D-Mark veranschlagt wurden. Sie entstand in den Jahren 1976 und 1977 nach einem Entwurf des Zürcher Architekten Jacques Schader. Als Bauherr trat die Direktion der Eidgenössischen Bauten in Bern auf. Die Bauausführung lag in den Händen des Bonner Architekturbüros Legge + Legge. Die Einweihung des Neubaus erfolgte am 30. Juni 1977.
Im Sommer 1999 zog die schweizerische Botschaft nach Berlin um. Die vormaligen Botschaftsgebäude konnten von der Schweiz bereits bis August 1999 verkauft werden. Das ehemalige Kanzleigebäude der Botschaft ist heute Standort von Vivento und T-Venture, beides Tochtergesellschaften der Deutschen Telekom.

### Konsularisches Dienstleistungszentrum
1996 wurde in Bonn ein „Konsularisches Dienstleistungszentrum (DLZ)“ als Außenstelle der Botschaft mit etwa 30 Mitarbeitern und Standort in angemieteten Büroräumen im Ortsteil Friesdorf (Peter-Hensen-Straße 1–3) gegründet. Das DLZ war ein Pilotprojekt und nahm anstelle von bisher sieben Stellen, darunter der Berliner Außenstelle der Botschaft, alle konsularischen Aufgaben der Schweiz in Deutschland wahr. Auf diese Weise sollten Personal- und Kosteneinsparungen erzielt werden. Für die Zeit nach dem Umzug der Botschaft nach Berlin war eine Übersiedlung der Einrichtung in das vormalige Kanzleigebäude der Botschaft vorgesehen. Das DLZ verblieb jedoch an seinem bisherigen Standort und wurde um 2005 geschlossen.

## Gebäude
Der Bau wurde von Jacques Schader in Sichtbetonbauweise ausgeführt. Er gilt in seiner schlichten, aber dennoch qualitätvollen Erscheinung als einer der besonders gelungenen Botschaftsneubauten in Bonn und als „ein Stück nachkriegsmoderne Schweiz in Bonn“. Der Hauptbau des Stahlbetontraktes umfasst drei Geschosse. Das Erdgeschoss beinhaltete Empfang, Lobby und einen Veranstaltungssaal, die Obergeschosse boten Repräsentativ- und Büroräumen Platz.

„Der Architekt legte weniger auf repräsentative Effekte, sondern mehr auf die Formulierung einer gelungenen Architektur Wert, die in der Tradition des seit Jahrzehnten vorbildlichen Schweizer Betonbaus steht.“